# Paula Kruk
Paula Kruk (ur. 14 grudnia 1993) – polska saneczkarka i skeletonistka. Medalistka mistrzostw Polski w saneczkarstwie.
Jest wychowanką klubu ULKS Łoś Gołdap, następnie była zawodniczką AZS-AWF Katowice, a obecnie reprezentuje AZS UMCS Lublin. Jest medalistką Ogólnopolskiej Olimpiady Młodzieży, a także młodzieżowych mistrzostw Polski w saneczkarstwie.
W 2013 zdobyła brązowy medal saneczkarskich mistrzostw Polski w konkurencji jedynek kobiet, przegrywając z Natalią Wojtuściszyn i Ewą Kuls. Sukces ten powtórzyła również w roku 2016. W 2015 roku w imprezie tej samej rangi zdobyła srebrny medal w rywalizacji drużynowej, startując w zespole AZS-AWF Katowice (oprócz niej w drużynie tej startowali także Maciej Kurowski w jedynkach mężczyzn oraz Patryk Poręba i Mateusz Żakowicz w dwójkach). Srebrny medal w rywalizacji drużynowej zdobyła również rok później w barwach drużyny mieszanej, w skład której wchodzili również Mateusz Sochowicz (jedynki mężczyzn) oraz Wojciech Chmielewski i Jakub Kowalewski (dwójki mężczyzn). W następnym roku ponownie zdobyła srebrny medal w rywalizacji drużynowej w skład której wchodzili również Mateusz Sochowicz (jedynki mężczyzn) oraz Mateusz Sochowicz i Tomasz Sieniuta (dwójki mężczyzn).
Kruk uprawia również skeleton, jednak dotychczas nie wystartowała w żadnych oficjalnych zawodach międzynarodowych w tej dyscyplinie sportu. W 2014 została także, wspólnie z AWF-em Katowice, akademicką mistrzynią Polski w futsalu, zdobywając tytuł najlepszej zawodniczki tego turnieju.

## Mistrzostwa Polski w saneczkarstwie
| Rok  | Miejsce | Jedynki | Drużynowo |
| ---- | ------- | ------- | --------- |
| 2013 | Sigulda | 3.      |           |
| 2014 | Sigulda | 6.      | 4.        |
| 2015 | Sigulda | 4.      | 2.        |
| 2016 | Sigulda | 3.      | 2.        |
| 2017 | Sigulda | 4.      | 2.        |